# Hiiu
Hiiu är en stadsdel i distriktet Nõmme i Estlands huvudstad Tallinn.